# Benjamin Brown
Benjamin "Benny" Gene Brown (São Francisco, 27 de setembro de 1953 – Ontario, 1 de fevereiro de 1996) foi um velocista e campeão olímpico norte-americano.
Especializado nos 400 m rasos, participou do revezamento 4x400 m norte-americano que conquistou a medalha de ouro nos Jogos Olímpicos de Montreal 1976, ao lado de Fred Newhouse, Maxwell Parks e Herman Frazier. Morreu aos 42 anos num acidente de automóvel na Califórnia.